# Ugo Rivoli
Ugo Rivoli (Pola, 1º aprile 1911 – Trieste, 2 aprile 1993) è stato un generale e aviatore italiano, veterano della guerra di Spagna e della seconda guerra mondiale, nonché asso dell'aviazione della specialità aerosiluranti decorato con cinque medaglie d'argento e due di bronzo al valor militare, oltre a quattro Croci al merito di guerra.

## Biografia
Nacque a Pola il 1º aprile 1911, e dopo avere conseguito il diploma di ragioniere presso il Regio Istituto Tecnico Commerciale “Leonardo da Vinci” di Trieste, l'8 novembre 1928 si arruolò volontario nella Regia Aeronautica. Allievo del Corso Speciale di pilotaggio aereo con l’obbligo di ferma di diciotto mesi dopo il conseguimento del brevetto di pilota, che ottenne volando su un idrovolante Macchi M.7ter il 12 novembre 1929. Il 12 dicembre dello stesso anno fu destinato a prestare servizio presso il Comando Aeronautica Alto Adriatico di Venezia. Ottenne il brevetto di pilota militare volando su un apparecchio SIAI S.16ter, e il 16 dello stesso mese fu promosso sergente pilota.
Venne collocato in congedo per fine della ferma il 17 dicembre 1930, venendo richiamato in servizio attivo il 30 agosto 1933 per frequentare il Corso di Istruttore Professionale di volo a vela.
Congedato nuovamente il 17 settembre 1933, con Regio Decreto del 26 settembre 1935 fu nominato sottotenente di complemento dell'Arma Aeronautica Ruolo Naviganti e assegnato al Centro R.M. della 2ª Zona Aerea Territoriale di Padova.
Trattenuto in servizio, a domanda, per mobilitazione parziale conseguente l'inizio della guerra d'Etiopia, il 1 dicembre 1936 entrò in servizio presso il 32º Stormo Bombardamento Terrestre.
Il 5 aprile 1938 partì volontario per combattere nella guerra civile spagnola, dove fu decorato con la Medaglia di bronzo al valor militare e ottenne la promozione a sottotenente in servizio permanente effettivo (S.P.E.). Rientrò in Italia l'11 ottobre dello stesso anno, rientrò nuovamente in servizio presso il 32º Stormo Bombardamento Terrestre.
Promosso tenente il 14 ottobre 1938, rimase presso il 32º Stormo fino al 16 aprile 1940, quando fu trasferito al 10º Stormo Bombardamento Terrestre e, successivamente, al Nucleo Addestramento Aerosiluranti.
Con l'entrata in guerra del Regno d'Italia, avvenuta il 10 giugno, operò in Africa settentrionale, venendo decorato con una prima Medaglia d'argento al valor militare.
Trasferito alla specialità aerosiluranti, dopo il relativo corso il 15 febbraio 1941 entrò in servizio 280ª Squadriglia Aerosiluranti. Promosso capitano il 17 agosto, dal 1 settembre prese servizio presso la 278ª Squadriglia Aerosiluranti e dal primo aprile 1942 al 132º Gruppo Autonomo Aerosiluranti. Durante gli incessanti combattimenti fu decorato con ulteriori 4 Medaglie d'argento e una di bronzo al valor militare. In seguito agli avvenimenti seguenti l'armistizio dell'8 settembre 1943, si diede alla macchia, presentandosi al Comando Nucleo 2ª Z.A.T. (Forza Transito) di Padova il 12 luglio 1945. Il primo dicembre dello stesso anno prese servizio presso il Centro Assistenza Personale dell’Aeronautica di Trieste, venendo promosso maggiore. 
Transitato in forza alla neocostituita Aeronautica Militare Italiana, il primo febbraio 1947 fu destinato a prestare servizio presso il Comando della 1ª Z.A.T. di Milano e dal 15 maggio successivo, in qualità di comandante, presso il Nucleo Presidiario Aeroportuale di Novi Ligure. Con Decreto del Presidente della Repubblica in data 24 aprile 1950 venne nominato giudice presso il Tribunale Militare Territoriale di La Spezia.
Venne promosso tenente colonnello il 15 marzo 1951, lasciando l'incarico di giudice presso il Tribunale Militare Territoriale l'11 febbraio 1952. Il 1 novembre dello stesso anno prese servizio presso lo Stato maggiore dell'Aeronautica Militare. Il 20 ottobre 1954 assunse il comando del Centro Addestramento al Volo (C.A.V.) della 4ª Z.A.T. Di stanza sull'aeroporto di Bari-Palese, sulla cui pista, il primo luglio 1955, atterrava il primo volo delle Linee Aeree Italiane (L.A.I.), proveniente dall'aeroporto di Roma-Ciampino.
Dal 4 luglio 1957 al 18 novembre 1959 prestò servizio come giudice presso il Tribunale Militare Territoriale di Bari, e il 30 ottobre 1960 fu promosso colonnello. Il 24 agosto 1961 fu trasferito alla Direzione Armi e Munizioni del Comando della 3ª Regione Aerea di Bari. Dal primo giugno 1962 fu trasferito in servizio presso il Comando della 1ª Regione Aerea, e dopo aver frequentato l'11º Corso Speciale di Aerocooperazione presso la Scuola di Guidonia prestò servizio presso il comando della Divisione corazzata "Ariete" a Pordenone, e dal 24 maggio 1964 presso il Comando Militare Territoriale di Trieste.
Lasciò il servizio permanente per raggiunti limiti di età il 2 aprile 1966, venendo subito collocato in posizione ausiliaria. Fu promosso generale di brigata aerea il 15 aprile 1972, collocato nella riserva dal 4 aprile 1975 e posto in congedo assoluto a decorrere dal 2 aprile 1984. Si spense a Trieste il 2 aprile 1993.

### Annotazioni
1. ↑  L'aeroporto di Palese era tenuto ad assicurare il servizio di torre controllo, antincendi, rifornimento del carburante occorrente ed personale militare dell'aeroporto alla scaletta del Douglas DC-3 della L.A.I. proveniente da Roma–Ciampino.
2. ↑  Fu collocato in soprannumero il 31 dicembre 1957, e messo a disposizione il 1 gennaio 1958.

### Fonti
1. 1 2 3 4 5 6 7 8 9 10 11  Cersòsimo 2019, p. 17.
2. 1 2 3 4 5 6 7 8 9 10 11 12 13  Cersòsimo 2019, p. 18.
3. 1 2 3 4  Cersòsimo 2019, p. 19.